# بیرون (آلبوم دیوید بویی)
بیرون (انگلیسی: Outside) بیستمین آلبوم استودیویی موسیقی‌دان انگلیسی دیوید بویی است. این آلبوم در ۲۵ سپتامبر ۱۹۹۵ از طریق ویرجین رکوردز در ایالات متحده و از طریق اریستا رکوردز، بی‌ام‌جی و آرسی‌ای رکوردز در مناطق دیگر منتشر شد. پس از سه‌گانهٔ برلین در اواخر دهه ۱۹۷۰، بویی و موسیقی‌دان برایان اینو در این آلبوم با یکدیگر همکاری کردند. این دو از مفاهیم «خارج» از جریان اصلی، مانند هنرمندان مختلف خام و پرفورمنس الهام گرفتند. مراحل ضبط در مارس ۱۹۹۴ در سوئیس آغاز شد و تا نوامبر ادامه داشت. در طول جلسات آزمایشی، بویی دنیایی را تصور کرد که در آن «جنایت‌های هنری» مانند قتل، جامعه را فرا می‌گیرد و نتیجهٔ آن پروژه لئون بود که در ابتدا به دلیل ماهیت ناهماهنگ با اصول بازرگانی با مقاومت ناشرهای موسیقی مواجه شد. پس از به پایان رسیدن پروژه غیرقانونی، جلسات اضافی در اوایل سال ۱۹۹۵ در شهر نیویورک برای ضبط مطالب تجاری بیشتر و تجدید نظر در مورد مفهوم لئون و همچنین پس از نوشتن دفتر خاطرات بویی برای مجلهٔ کیو برگزار شد.
داستان بیرون تحت تأثیر مجموعه تلویزیونی توئین پیکس، ساکنان شهر خیالی آکسفورد، نیوجرسی است و در یک روایت غیرخطی ارائه می‌شود. داستان این آلبوم به کارآگاه ناتان آدلر می‌پردازند که در حال تحقیق دربارهٔ قتل دختری ۱۴ ساله است. قطعه‌های منفرد دیدگاه‌های شخصیت‌های خاص را نشان می‌دهند، در حالی که قطعه‌های گفتاری میان‌ترانه ایده‌آل‌های بیشتری را از شخصیت‌ها منتقل می‌کنند. داستان و نوشته‌های خاطرات آدلر در کتاب‌چهٔ سی‌دی آلبوم ارائه شد. از لحاظ موسیقایی، بیرون طیف گسترده‌ای از سبک‌ها، از جمله آرت راک، اینداستریال راک، جاز، الکترونیکا و امبینت را به نمایش می‌گذارد. همچنین حاوی عناصری است که در آثار قبلی بویی وجود دارد. جلد آلبوم یک نقاشی است که توسط خود بویی کشیده شده‌است.
قبل از این آلبوم، تک‌آهنگ آغازین آن با عنوان «عبرت کثیف قلب‌ها» منتشر شد که عملکرد ضعیفی در جدول‌های فروش ایالات متحده و بریتانیا داشت. بیرون که در اوج معروفیت ژانر بریت‌پاپ در بریتانیا منتشر شد، در ابتدا نقدهای متفاوتی از منتقدان دریافت کرد. در حالی که اکثراً موسیقی آن را تحسین می‌کردند، دیگران این آلبوم را مفهومی پرجلوه و همچنین سخت‌باور یاد کردند. با این وجود، بسیاری آن را بهترین اثر بویی از زمان هیولاهای ترسناک (و ابروحشتناک‌ها) که در دههٔ ۱۹۸۰ منتشر شد می‌دانستند. بیرون در جایگاه هشتم جدول فروش بریتانیا و جایگاه ۲۱ جدول ایالات متحده رسید. محبوبیت بویی در ایالات متحده به‌دلیل چند هنرمندی که آن زمان از تأثیرات بویی در موسیقی یاد کرده بودند افزایش یافت. دو تک‌آهنگ دیگر از آلبوم منتشر شدند که هر دو تک‌آهنگ در بریتانیا عملکرد خوبی داشتند.
بویی از طریق تور بیرون از آلبوم حمایت کرد، اما به دلیل پخش نکردن ترانه‌های قدیمی‌تر خود در تورها مورد انتقاد قرار گرفت. افتتاح‌کنندهٔ تور در آمریکا ناین اینچ نیلز بود که منجر به همکاری‌های متعدد بین ترنت رزنر و بویی در سال‌های بعد شد. ساخت چند دنباله برنامه‌ریزی‌شده برای بیرون هرگز به نتیجه نرسیدند، و ادامهٔ داستان آلبوم رها شد. در عوض بویی از ایده‌های موسیقی آلبوم و تور برای آلبوم بعدی خود، زمینی (۱۹۹۷) استفاده کرد. با نگاهی گذشته‌نگر، بیرون ارزیابی‌های مثبت بیشتری دریافت کرده‌است، و اکثر منتقدان همچنان به تمجید از موسیقی ادامه می‌دهند اما داستان و طول آن را نقد می‌کنند. این آلبوم در سال ۲۰۰۳ دوباره منتشر شد و در سال ۲۰۲۱ به عنوان بخشی از مجموعهٔ جعبه‌ای ماجراجویی درخشان (۱۹۹۲–۲۰۰۱) بازسازی شد.